# Montaña Guajara
Die Montaña Guajara (auch Alto de Guajara) ist ein 2715 m hoher Berg auf der Kanareninsel Teneriffa. Sie ist die höchste Ergebung des Kraterrands, der die Caldera der Cañadas del Teide umrahmt, die vor etwa 300.000 Jahren durch Einsturz eines mächtigen Vulkankegels entstanden ist. Nach dem Pico del Teide (3715 m), dem Pico Viejo (3135 m) und der Montaña Blanca (2748 m) ist sie zudem der vierthöchste Berg Teneriffas.
Der Berg bildet ein nach Südosten leicht geneigtes Hochplateau, das nach Südwesten, Westen und Norden mit steilen Wänden abbricht.

## Flora
Das Teide-Veilchen, das in den Cañadas del Teide endemisch ist und hauptsächlich am Teidemassiv vorkommt, besitzt eine kleinere Population an der Montaña Guajara und ihrem östlichen Nachbarn, der Montaña Pasajirón (2531 m). Auch Wildprets Natternkopf – endemisch auf Teneriffa und La Palma – ist hier beheimatet.

## Geschichte

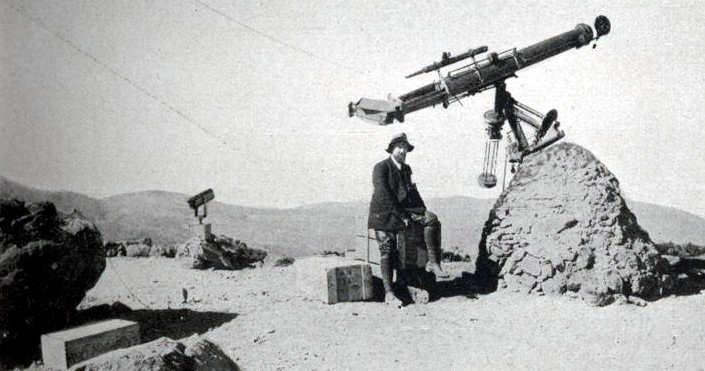
Jean Mascart mit seinem Teleskop 1910 auf der Montaña Guajara

Die Cañadas wurden in vorspanischer Zeit saisonal als Weideland für Schafe und Ziegen genutzt. An der Montaña Guajara gibt es Reste von drei Hirtenstationen der Guanchen, in denen neben Keramik auch Obsidian-Messer, Handmühlen und Schleifsteine gefunden wurden. An der Montaña de la Camellita am Fuß der Montaña Guajara wurde 1855 eine Begräbnishöhle mit mehreren Mumien entdeckt.
1856 richtete der schottische Astronom Charles Piazzi Smyth auf dem Gipfel der Montaña Guajara das erste Hochgebirgsobservatorium der Welt ein. Es handelte sich um ein unter Verwendung vorhandener Lavasteine errichtetes einfaches Karree aus etwa 1,50 Meter hohen Trockenmauern ohne Dach. Im Inneren standen ein 1,88 Meter langes Äquatorial und ein Zelt. 1910 baute der französische Astronom Jean Mascart sein Lager auf der Montaña Guajara auf, um von hier aus den Halleyschen Kometen zu fotografieren. Unter Nutzung der vorhandenen Trockenmauern wurden eine Hütte und eine Dunkelkammer errichtet. Mascart war mit den Beobachtungsverhältnissen auf dem Gipfel, der sich in reiner Luft über den Wolken befand, sehr zufrieden. Es gelang ihm, eine Serie von 64 Fotografien des Kometen aufzunehmen.

## Tourismus
Die Montaña Guajara ist ein beliebter Aussichtsberg mit großartigem Panoramablick auf die Cañadas und den Teide, aber bei guter Sicht auch auf die benachbarten Inseln Gran Canaria, La Gomera, El Hierro und La Palma. Sie kann auf unterschiedlichen Routen bestiegen werden. Der leichteste Anstieg führt vom Besucherzentrum Cañada Blanca am Parador Nacional zunächst Richtung Osten am Fuß der Nordseite des Berges entlang. An einem Wegweiser biegt man nach rechts zum Sattel Degollada de Guajara ab. Nachdem man diesen erreicht hat, wendet man sich nach Westen und steigt über den östlichen Bergrücken der Montaña Guajara zu deren höchstem Punkt. Am Gipfel ermöglichen die alten Steinmauern eine windgeschützte Rast. Eine Alternative ist der Aufstieg von der Cañada Blanca zur Degollada de Ucanza, von wo zwei Wege auf den Gipfel der Montaña Guajara führen. Eine weitere Route beginnt in Vilaflor, dem höchstgelegenen Dorf Teneriffas. Von Süden kommend müssen dabei ca. 1500 Höhenmeter überwunden werden.